# Seznam dílů seriálu Proč? 13x proto
Toto je seznam dílů seriálu Proč? 13x proto. Americký mysteriózní dramatický televizní seriál Proč? 13x proto byl zveřejněn 31. března 2017 na Netflixu. Vznikl podle knihy Jaye Ashera Proč? 13x proto a pojednává o náctiletém Clayi Jensenovi, který odhaluje důvody sebevraždy své spolužačky a tajné lásky Hannah Bakerové.

## Přehled řad
| Řada | Díly | Premiéra na Netflixu |
| ---- | ---- | -------------------- |
| 1    | 13   | 31. března 2017      |
| 2    | 13   | 18. května 2018      |
| 3    | 13   | 23. srpna 2019       |
| 4    | 10   | 5. června 2020       |

## Seznam dílů

### První řada (2017)
| Č. v seriálu | Č. v řadě | Původní název  | Český název                 | Režie                | Scénář               | Premiéra na Netflixu |
| ------------ | --------- | -------------- | --------------------------- | -------------------- | -------------------- | -------------------- |
| 1            | 1         | Tape 1, Side A | První kazeta, první strana  | Tom McCarthy         | Brian Yorkey         | 31. března 2017      |
| 2            | 2         | Tape 1, Side B | První kazeta, druhá strana  | Tom McCarthy         | Brian Yorkey         | 31. března 2017      |
| 3            | 3         | Tape 2, Side A | Druhá kazeta, první strana  | Helen Shaver         | Diana Son            | 31. března 2017      |
| 4            | 4         | Tape 2, Side B | Druhá kazeta, druhá strana  | Helen Shaver         | Thomas Higgins       | 31. března 2017      |
| 5            | 5         | Tape 3, Side A | Třetí kazeta, první strana  | Kyle Patrick Alvarez | Julia Bicknell       | 31. března 2017      |
| 6            | 6         | Tape 3, Side B | Třetí kazeta, druhá strana  | Kyle Patrick Alvarez | Nic Sheff            | 31. března 2017      |
| 7            | 7         | Tape 4, Side A | Čtvrtá kazeta, první strana | Gregg Araki          | Elizabeth Benjamin   | 31. března 2017      |
| 8            | 8         | Tape 4, Side B | Čtvrtá kazeta, druhá strana | Gregg Araki          | Kirk Moore           | 31. března 2017      |
| 9            | 9         | Tape 5, Side A | Pátá kazeta, první strana   | Carl Franklin        | Hayley Tyler         | 31. března 2017      |
| 10           | 10        | Tape 5, Side B | Pátá kazeta, druhá strana   | Carl Franklin        | Nathan Louis Jackson | 31. března 2017      |
| 11           | 11        | Tape 6, Side A | Šestá kazeta, první strana  | Jessica Yu           | Diana Son            | 31. března 2017      |
| 12           | 12        | Tape 6, Side B | Šestá kazeta, druhá strana  | Jessica Yu           | Elizabeth Benjamin   | 31. března 2017      |
| 13           | 13        | Tape 7, Side A | Sedmá kazeta, první strana  | Kyle Patrick Alvarez | Brian Yorkey         | 31. března 2017      |

### Druhá řada (2018)
| Č. v seriálu | Č. v řadě | Původní název                    | Český název           | Režie                | Scénář                            | Premiéra na Netflixu |
| ------------ | --------- | -------------------------------- | --------------------- | -------------------- | --------------------------------- | -------------------- |
| 14           | 1         | The First Polaroid               | První polaroid        | Gregg Araki          | Brian Yorkey                      | 18. května 2018      |
| 15           | 2         | Two Girls Kissing                | Dvě líbající se holky | Gregg Araki          | Thomas Higgins                    | 18. května 2018      |
| 16           | 3         | The Drunk Slut                   | Opilá coura           | Karen Moncrieff      | Marissa Jo Cerar                  | 18. května 2018      |
| 17           | 4         | The Second Polaroid              | Druhý polaroid        | Karen Moncrieff      | Hayley Tyler                      | 18. května 2018      |
| 18           | 5         | The Chalk Machine                | Křídový stroj         | Eliza Hittman        | Nic Sheff                         | 18. května 2018      |
| 19           | 6         | The Smile at the End of the Dock | Úsměv na konci doku   | Eliza Hittman        | Julia Bicknell                    | 18. května 2018      |
| 20           | 7         | The Third Polaroid               | Třetí polaroid        | Michael Morris       | Brian Yorkey                      | 18. května 2018      |
| 21           | 8         | The Little Girl                  | Malá holka            | Michael Morris       | Felischa Marye                    | 18. května 2018      |
| 22           | 9         | The Missing Page                 | Chybějící stránka     | Kat Candler          | Rohit Kumar                       | 18. května 2018      |
| 23           | 10        | Smile, Bitches!                  | Úsměv, děvky          | Kat Candler          | Kirk Moore                        | 18. května 2018      |
| 24           | 11        | Bryce and Chloe                  | Bryce a Chloe         | Jessica Yu           | Marissa Jo Cerar a Thomas Higgins | 18. května 2018      |
| 25           | 12        | The Box of Polaroids             | Krabice polaroidů     | Jessica Yu           | Hayley Tyler a Brian Yorkey       | 18. května 2018      |
| 26           | 13        | Bye                              | Sbohem                | Kyle Patrick Alvarez | Brian Yorkey                      | 18. května 2018      |

### Třetí řada (2019)
| Č. v seriálu | Č. v řadě | Původní název                                                            | Český název                                                      | Režie             | Scénář | Premiéra na Netflixu |
| ------------ | --------- | ------------------------------------------------------------------------ | ---------------------------------------------------------------- | ----------------- | --- | -------------------- |
| 27           | 1         | Yeah. I'm the New Girl                                                   | Jo, jsem ta nová holka                                           | Michael Morris    | Brian Yorkey | 23. srpna 2019       |
| 28           | 2         | If You're Breathing, You're a Liar                                       | Lež je neodmyslitelnou součástí života                           | Michael Morris    | Allen MacDonald | 23. srpna 2019       |
| 29           | 3         | The Good Person Is Indistinguishable from the Bad                        | Dobrého člověka od špatného nerozeznáš                           | Jessica Yu        | Hayley Tyler | 23. srpna 2019       |
| 30           | 4         | Angry, Young and Man                                                     | Rozzlobený, mladý a muž                                          | Jessica Yu        | Thomas Higgins | 23. srpna 2019       |
| 31           | 5         | Nobody's Clean                                                           | Nikdo není čistý                                                 | Bronwen Hughes    | Trevor Marti Smith | 23. srpna 2019       |
| 32           | 6         | You Can Tell the Heart of a Man by How He Grieves                        | Člověka poznáš podle jeho zármutku                               | Bronwen Hughes    | Mfoniso Udofia | 23. srpna 2019       |
| 33           | 7         | There Are a Number of Problems with Clay Jensen                          | Clay Jensen má spoustu problémů                                  | Kevin Dowling     | Julia Bicknell | 23. srpna 2019       |
| 34           | 8         | In High School, Even on a Good Day, It's Hard to Tell Who's on Your Side | Na střední škole těžko poznáš, kdo vlastně stojí na tvojí straně | Kevin Dowling     | Felischa Marye | 23. srpna 2019       |
| 35           | 9         | Always Waiting for the Next Bad News                                     | Špatné zprávy na sebe nenechávají dlouho čekat                   | Aurora Guerrero   | M.K. Malone | 23. srpna 2019       |
| 36           | 10        | The World Closing In                                                     | Smyčka se utahuje                                                | Aurora Guerrero   | námět: Allen MacDonald, Thomas Higgins, Hayley Tyler a Brian Yorkey scénář: Rohit Kumar, Allen MacDonald, Thomas Higgins a Hayley Tyler | 23. srpna 2019       |
| 37           | 11        | There Are a Few Things I Haven't Told You                                | Pár věcí, které jsem ti neřekla                                  | Kevin Dowling     | Helen Shang | 23. srpna 2019       |
| 38           | 12        | And Then the Hurricane Hit                                               | A pak se strhla mela                                             | Kevin Dowling     | námět: Thomas Higgins, Hayley Tyler a Trevor Marti Smith scénář: Allen MacDonald, M.K. Malone a Helen Shang                             | 23. srpna 2019       |
| 39           | 13        | Let the Dead Bury the Dead                                               | Ať mrtví pohřbívají svoje mrtvé                                  | John T. Kretchmer | Brian Yorkey | 23. srpna 2019       |

### Čtvrtá řada (2020)
| Č. v seriálu | Č. v řadě | Původní název        | Český název          | Režie           | Scénář                                          | Premiéra na Netflixu |
| ------------ | --------- | -------------------- | -------------------- | --------------- | ----------------------------------------------- | -------------------- |
| 40           | 1         | Winter Break         | Vánoční prázdniny    | Russell Mulcahy | Brian Yorkey                                    | 5. června 2020       |
| 41           | 2         | College Tour         | Prohlídka univerzity | Russell Mulcahy | Allen MacDonald                                 | 5. června 2020       |
| 42           | 3         | Valentine's Day      | Valentýn             | Michael Sucsy   | Hayley Tyler                                    | 5. června 2020       |
| 43           | 4         | Senior Camping Trip  | Školní výlet         | Michael Sucsy   | Thomas Higgins                                  | 5. června 2020       |
| 44           | 5         | House Party          | Večírek              | Brenda Strong   | M. K. Malone, Franky D. Gonzalez                | 5. června 2020       |
| 45           | 6         | Thursday             | Čtvrtek              | Brenda Strong   | Evangeline Ordaz                                | 5. června 2020       |
| 46           | 7         | College Interview    | Přijímací pohovor    | Sunu Gonera     | Allen MacDonald, Hayley Tyler, Evangeline Ordaz | 5. června 2020       |
| 47           | 8         | Acceptance/Rejection | Přijetí/zamítnutí    | Sunu Gonera     | Sahar Jahani, Thomas Higgins                    | 5. června 2020       |
| 48           | 9         | Prom                 | Ples                 | Tommy Lohmann   | Brian Yorkey                                    | 5. června 2020       |
| 49           | 10        | Graduation           | Maturita             | Brian Yorkey    | Brian Yorkey                                    | 5. června 2020       |